# Афипский НПЗ
Афипский нефтеперерабатывающий завод (сокращённо Афипский НПЗ) — крупный нефтеперерабатывающий завод, расположенный вблизи п. Афипский, Краснодарский край. Проектная мощность по переработке нефти составляет 6,25 млн тонн в год, при этом по итогам 2022 года было переработано 7,017 млн тонн. Принадлежит ООО «Афипский НПЗ» (входит в группу «Сафмар»).

## История
Решение о строительстве в п. Афипский газобензинового завода (для переработки попутного нефтяного газа в бензин) было принято в 1952 году. Проектирование завода было поручено институту «Гипрогазтоппром». В 1960 году, когда уже была выполнена значительная часть строительных работ, строительство завода было законсервировано по причине отсутствия необходимого оборудования. В 1962 году строительство возобновили, в эксплуатацию первая очередь предприятия была введена в декабре 1963 года. Изначально завод занимался переработкой газового конденсата с месторождений Краснодарского края в бензин А-66 и дизельное топливо.
В 1970 году были введены в эксплуатацию установка вторичной перегонки и установка каталитического риформинга. В 1978 году были пущены технологические установки, позволившие наладить производство бензола, толуола, ксилола и высокооктановых бензинов.
В 1980 году было образовано производственное объединение «Краснодарнефтеоргсинтез», в состав которого вошли Краснодарский НПЗ, Туапсинский НПЗ и Афипский НПЗ.
В 1983 году на заводе было введено в эксплуатацию собственное факельное хозяйство, использовавшееся для утилизации сбросных нефтепродуктов.
В 1994 году предприятие было акционировано и получило название АООТ «Краснодарнефтеоргсинтез», с 1996 года — ОАО «Роснефть — Краснодарнефтеоргсинтез». В 2003 году выделено в ООО «Афипский НПЗ». С 1990-х годов Афипский ПНЗ был перепрофилирован на переработку нефти для получения бензина и дизельного топлива. В 2006 году собственником Афипского НПЗ стала «Объединённая нефтяная группа» (часть компании «Базовый элемент»), в 2010 году предприятие перешло компании «Нефтегазиндустрия». В 2013—2017 годах была проведена модернизация установки по перегонке нефтепродуктов АТ-22/4, введены в эксплуатацию установки вакуумной перегонки прямогонного мазута, висбрекинга гудрона и утилизации сероводорода, что позволило почти вдвое увеличить мощности по переработке нефти. В 2019 году завод перешел в собственность группы «Сафмар».
С 2017 года ведётся строительство комплекса гидрокрекинга, включающего установки гидрокрекинга мощностью 2,5 млн т в год, получения водорода мощностью 100 тыс. т в год, получения серы мощностью 100 тыс. т в год и отпарки кислой воды и регенерации амина. Ввод комплекса в эксплуатацию намечен на 2022 год. Также запланировано строительство установки замедленного коксования мощностью 1,6 млн т в год. Ввод в эксплуатацию этих производственных комплексов позволит увеличить глубину переработки нефти до 98 %, выпуск светлых нефтепродуктов — до 88 %, и начать выпуск бензина и дизельного топлива стандарта «Евро-5». Мощности по переработке нефти должны возрасти до 9 млн т, а из состава продукции будут исключены мазут и вакуумный газойль.
В связи с успешным завершением энергоаудита оборудования в июне 2018 года, был получен энергетический паспорт со сроком действия до 2022 г.
Осенью 2019 года совладельцем Афипского НПЗ с 8% акций стала дочерняя компания Сбербанка ООО «Сбербанк инвестиции». В июле этого же года Сафмар реструктурировала долговую нагрузку НПЗ, а в октябре договорилась о предоставлении кредита в размере более $1 млрд для модернизации завода.
С 2019 года на Афипском НПЗ идет масштабная реконструкция, в которую вложено порядка 140 млрд руб. инвестиций.
В феврале 2022 года стало известно, что на Афипском нефтеперерабатывающем заводе была рассмотрена проектная документация и результаты инженерных изысканий на строительство установки стабилизации бензина с получением сырья для производства водорода.

## Сырьё
Предприятие перерабатывает смесь нефтей и газового конденсата Западно-Сибирских и Волго-Уральских месторождений, поступающих по трубопроводам Крымск — Афипский НПЗ, Хадыженск — Афипский НПЗ и железнодорожным транспортом.

## Продукция
Предприятие производит газовый бензин, дизельное топливо, дистилляты газового конденсата, вакуумный газойль, мазут, серу. По итогам 2020 года, было переработано 4,927 млн тонн сырья, произведено 2,02 млн т дизельного топлива, 1,093 млн тонн вакуумного газойля, 0,92 млн тонн мазута, 0,8 млн тонн газового бензина. Продукция завода преимущественно поставляется на экспорт.
В августе 2021 стало известно, что Афипский НПЗ планирует начать выпускать дизельное топливо класса ЕВРО-5 в 2023 г. после реализации инвестсоглашения о модернизации.

## Технология и оборудование
Оборудование предприятия включает:
- установку по перегонке нефтепродуктов АТ-22/4, мощностью 3 млн тонн в год. Введена в эксплуатацию в 1970 году, реконструирована в 2013 году;
- установку по перегонке нефтепродуктов СПГК, мощностью 3,25 млн тонн в год. Введена в эксплуатацию в 1964 году, реконструирована в 2020 году;
- блок газофракционирующей установки. Введен в эксплуатацию в 1964 году;
- установку вакуумной перегонки прямогонного мазута, мощностью 3,3 млн тонн в год. Введена в эксплуатацию в 2017 году;
- установку висбрекинга гудрона, мощностью 1,65 млн тонн в год. Введена в эксплуатацию в 2017 году;
- установку утилизации сероводорода, мощностью 9 тыс. тонн в год. Введена в эксплуатацию в 2017 году.

Глубина переработки нефти составляет 81 %, выход светлых нефтепродуктов — 57 %. После ввода в эксплуатацию комплекса гидрокрекинга и установки замедленного коксования эти показатели планируется увеличить до 98 % и 88 % соответственно.